# Mystery Woman
Mystery Woman é uma série americana que é mostrada no Hallmark Channel e, às vezes, no Viva.